# Koetshuis Canton
Het koetshuis van villa Canton is een gemeentelijk monument aan de Javalaan 7a in Baarn in de provincie Utrecht.
Het gebouw werd in 1913 ontworpen door de architecten Schill en Haverkamp als koetshuis bij Huize Canton aan de Javalaan 7. Het gebouw bestaat uit een houten skelet op een bakstenen onderstuk.
Toen het pand in 1945 tot woning werd verbouwd, werden deuren en vensters veranderd, maar niet de hoofdvorm. De inrijdeuren in de rechtergevel zijn herkenbaar gebleven. De dakgoten zijn versierd met houtsnijwerk.